# Claudine Guérin de Tencin

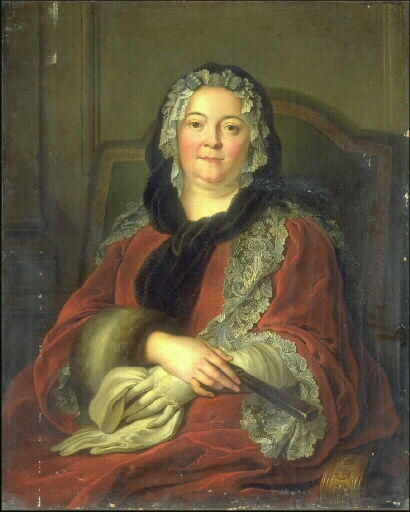
Presunto retrato de Madame de Tencin anciana por Joseph Aved

Claudine Alexandrine Guérin de Tencin, baronesa de Saint-Martin-de-Ré (Grenoble, 27 de abril de 1682 – París, 4 de diciembre de 1749) fue una escritora y "salonista" literaria francesa, madre del enciclopedista y matemático Jean le Rond d'Alembert, que abandonó a las puertas de la iglesia de Saint-Jean-le-Rond en París a los pocos días de haber nacido.

## Biografía
Su vida se conoce bastante bien, ya que al menos se han escrito cinco biografías sobre ella. Claudine nació en Grenoble, de cuyo parlamento su padre, Antoine Guérin, señor de Tencin, pero de antepasados burgueses recientemente ennoblecidos, era uno de los consejeros, aunque luego llegó a presidir el senado de Chambéry; su madre fue Louise de Buffévent. Esta familia tuvo hijos notables, aparte de Claudine: Marie-Angélique, Condesa de Ferriol, fue un personaje muy influyente en los círculos políticos parisinos; su hermano, François, llegó a ser nombrado presidente del Parlamento de Grenoble; su otra hermana Marie-Françoise, fue Condesa de Grolée-Virville y el segundo hermano, Pierre de Guérin (1679-1758), llegó a ser cardenal, ministro de Estado, rector de la Sorbona y arzobispo de Lyon.
Claudine estaba destinada a ser monja y fue llevada al convento de las dominicas de Montfleury a la edad de ocho años; incluso llegó a hacer los votos en dicho monasterio a los dieciséis, pero, sin vocación alguna, logró secularizarse con un permiso obtenido del propio papa Clemente XI, quien la libró luego de sus votos en 1712, cuando sin esperar tal permiso ya se había trasladado a París en 1711 junto a su hermano Pierre y su hermana Marie-Angelique, madame de Ferriol. Se cree que cuando era monja ya había tenido una relación amorosa con el soldado irlandés exiliado Arthur Dillon. 
Ya en París, se integró con rapidez en los más selectos círculos gracias a sus relaciones de "cortesana", según el duque de Saint-Simon, con el entonces abate y ministro, y futuro cardenal, Guillermo Dubois. Aprovechó esta ventaja para fomentar la carrera político-eclesiástica de su hermano Pierre-Paul Guérin de Tencin (1679-1758), al que le faltaba el carácter intrigante de su hermana; gracias a sus maniobras terminó este por ser nombrado en 1740 cardenal arzobispo de Lyon. Asimismo, es distinguida por decreto en 1743 con el título de Baronesa de Saint Martin de Re. A cambio de estas prebendas, madame de Tencin sirvió a Dubois de inestimable agente de información, especialmente en asuntos ingleses, y para este propósito, entre otros, había abierto en París en 1717, seis años más tarde de llegar a París, un salón literario que alcanzó fama notable, sobre todo de 1726 a 1749, hasta el punto de haber sido llamado por el Duque de Castries la "oficina de la mente", el «bureau d'esprit».
Este salón se consagró primero a la política y a la economía, sirviendo de cuartel general para las transacciones del Banco de Law (calle Quincampoix); a él acudían en masa los especuladores llamados "ricos mississippianos". Pero en 1733, al disolverse el salón de madame de Lambert por el fallecimiento de su anfitriona y recibir madame de Tencin a la mayoría de sus miembros, evolucionó hasta llegar a convertirse en un centro literario y filosófico de primer orden para la Ilustración. Sin embargo, tras la muerte del consejero Fleury (1743) y de la Duquesa de Chateauroux en 1744, Claudine perdió toda su influencia en la Corte y abandonó toda veleidad con el poder, pues además enfermó gravemente del hígado en 1746, escribiendo en 1747 su última gran novela, Los males de amor. Guérin de Tencin murió en 1749.
Entre sus numerosos amantes y benefactores estuvieron Louis-Camus Destouches, con quien tuvo un hijo ilegítimo, el matemático y enciclopedista Jean le Rond d'Alembert, y el ya citado Guillaume Dubois, futuro primer ministro, arzobispo y cardenal. En 1726, uno de sus amantes (Charles-Joseph de la Fresnaye) arruinado, se suicida en su propia casa acusándola falsamente por despecho en una carta póstuma; madame de Tencin se vio obligada a pasar una temporada en el Châtelet y después en la Bastilla, donde tuvo que soportar algunas de las ironías de Voltaire, compañero suyo en tan incómodo alojamiento, aunque fue declarada inocente por el gran cónsul. Como escritora, madame de Tencin publicó con éxito algunas novelas, bien anónimamente, bien con el nombre de sus sobrinos, entre las cuales las Mémoires du comte de Comminge (1735), la novela histórica Le Siège de Calais (1739) y Les Malheurs de l’amour (1747) son consideradas las mejores.
En opinión de Claudine, el rey Luis XV estaba demasiado influido por su amigo mariscal de Richelieu. A su salón literario acudía el tropel de celebridades que ella llamaba sus "fieras" y más habitualmente "ménagerie": los pensadores Bernard le Bovier de Fontenelle, Helvétius y Charles de Secondat, barón de Montesquieu, a quien ella tildaba de "romanito" («le petit romain»); el abate Charles-Irénée Castel de Saint-Pierre, el comediógrafo Pierre de Marivaux; el poeta Alexis Piron; el escritor abate Prévost; el académico Jean-Jacques Dortous de Mairan; Louis La Vergne, conde de Tressan; el doctor y amante Jean Astruc; el poeta jansenista Louis Racine; Jean-Baptiste de Mirabaud; el abate Jean-Bernard Le Blanc y su sobrino d’Argental; madame Dupin, a la que ella llamaba «mi perra querida»; el escritor Charles Pinot Duclos; el académico Claude Gros de Boze; Émilie du Châtelet; Houdar de la Motte; madame Geoffrin; el científico Réaumur; el escritor Marmontel, la marquesa de Belvo; madame de La Popelinière; Bernard-Joseph Saurin; el abate Nicolas-Charles-Joseph Trublet; Charles-Henry (conde de Hoym), a quien llamaba ella "el Grande" o "el Disgustado"; Françoise de Graffigny; el abate de Mably y su sobrino Antoine de Ferriol de Pont-de-Veyle; el médico suizo Théodore Tronchin, o el pintor François Boucher, del que ella poseía un cuadro (Le Foyer enchanté). También admitió a extranjeros como Henry Saint John, I vizconde de Bolingbroke, Philip Stanhope, IV conde de Chesterfield, Sir Luke Schaub, y aún se puede añadir a esta lista a Charles Collé y a Pierre Gallet, que formaban en esa época con Piron el trío inseparable de los fundadores de la célebre "Sociedad de la Cueva"o Société du Caveau.

## Obras
- Mémoires / du Comte / de Comminge. La Haya, pero París: chez J. Néaulme, Libraire, 1735, novela, traducida al inglés (1746), italiano (1754) y español (1828).
- Le Siège / de / Calais, / Nouvelle Historique. La Haya, pero París, chez Jean Néaulme, 1739, 2 vols., reimpresa dos veces el mismo año.
- Les / Malheurs / de / l’amour. / - Insano nemo in amore sapit, Propert. /  Ámsterdam, pero París: Ambroise Tardieu, 1747, 2 vols.
- Anecdotes / de la cour / et du règne / d’Édouard II, / Roi d’Angleterre. / Par Mde L.M.D.T., & Mde E.D.B., / Paris, chez Pissot, libraire, quai des Augustins, 1776. Novela.
- Con el Duque de Richelieu, cardenal de Tencin, Correspondance du cardinal de Tencin, ministre d’État, et de  Madame de Tencin sa sœur, avec le duc de Richelieu, sur les intrigues de la cour de France depuis 1742 jusqu’en 1757, et surtout pendant la faveur des dames de Mailly, de Vintimille, de Lauraguais, de Châteauroux et de Pompadour, ed. de Jean-Louis Giraud-Soulavie, (s.l. Paris?), 1790, 1 vol., 385 págs. Cinco cartas no publicadas en este volumen interrumpido se encuentran en la Vie privée du maréchal de Richelieu, Paris, Buisson, 1791, II, 403-444.
- Lettres de Mme. de Tencin au duc de Richelieu, Paris, L. Collin, An XIII - 1806. (9 cartas)
- Joël Pittet, Lettres privées de Mme. de Tencin et du futur cardinal de Tencin à leur frère le président de Tencin et autres, Fribourg, Imprimerie Saint-Paul, 2010.  (14 cartas inéditas)
- Stuart Johnston, Letters of Madame de Tencin and the Cardinal de Tencin to the Duc de Richelieu, Paris, Éditions Mazarine, 1967. (Cuatro cartas inéditas en los vols. precedentes).
- Paul Vernière, « Sur trois lettres de Madame de Tencin partiellement inédites », Essays in Diderot and the Enlightenment in Honour of Otis Fellows, ed. de John Pappas, Genève, Droz, 1974, (Histoire des idées et critique littéraire, 140), p. 386-399.
- Gaston de Villeneuve-Guibert, Le Portefeuille de Mme Dupin, Calmann-Lévy Éditions, Paris, 1884. (Una carta a Mme. Dupin).